# Yeniyurt, Beydağ
Yeniyurt là một xã thuộc huyện Beydağ, tỉnh İzmir, Thổ Nhĩ Kỳ. Dân số thời điểm năm 2010 là 95 người.